# Ulla Jensen
Ulla Jensen es una deportista danesa que compitió en remo. Ganó dos medallas en el Campeonato Mundial de Remo, en los años 1990 y 1991, ambas en la prueba de doble scull ligero.

## Palmarés internacional
| Campeonato Mundial | Campeonato Mundial   | Campeonato Mundial | Campeonato Mundial |
| Año                | Lugar                | Medalla            | Prueba             |
| ------------------ | -------------------- | ------------------ | ------------------ |
| 1990               | Tasmania (Australia) | Medalla de oro     | Doble scull ligero |
| 1991               | Viena (Austria)      | Medalla de bronce  | Doble scull ligero |